# Sylvester (cratère)
Pour les articles homonymes, voir Sylvester.
Sylvester est un cratère d'impact de la face visible de la Lune. Il se trouve juste au sud-sud-est des cratères Grignard et Hermite. Ce dernier se trouve à moins d'un diamètre de cratère du pôle. Au sud de Sylvester se trouve Pascal. En raison de son emplacement, Sylvester ne reçoit la lumière du Soleil qu'à faible angle : c'est un cratère d'obscurité éternelle.
Ce cratère est circulaire, avec un bord qui n'a reçu qu'une usure modérée. Il n'y a pas de cratères notables le long du bord, bien que Sylvester empiète dans un cratère plus petit et peu profond au sud-est. Le sol intérieur est relativement plat, mais ponctué de plusieurs minuscules cratères. Au milieu se trouve un petit pic central.

## Cratères satellites
Par convention, ces caractéristiques sont identifiées sur les cartes lunaires en plaçant la lette sur le côté du milieu du cratère qui est le plus proche de Sylvester.
| Sylvester | Coordonnées | Diamètre en km |
| --------- | ----------- | -------------- |
| N         | 82,4, −67,3 | 20             |